# 금정동
금정동(衿井洞)은 대한민국 경기도 군포시 동북쪽에 있는 동이다. 안양시와 경계를 접하고 있다.

## 역사
금정동은 과천군 남면 금정리였는데, 1914년 행정구역 통폐합에 따라 시흥군 남면 금정리로 되었다. 금정동은 원래 ‘큰 샘’이 있었기 때문에, ‘금우물’·‘금물’·‘금정’이라 하였는데, 쟁골, 느티울, 벌금정, 그릇점을 병합하여 금정리라 하였다. 1979년 5월 1일 군포읍 금정리로 개칭되었다가, 1989년 1월 1일 군포시 승격과 동시에 군포시 금정동이 되었다. 일설에는 이 마을은 벌판에 자리 잡은 마을 어느 곳이나 파기만하면 물이 잘 나와 물긷는 여인들의 옷을 적신다하여 금정리라 하였다고 하기도 한다. 또 다른 기원으로는 정조대왕이 수원 현륭원에 원행할 때 군포천가의 벌금정 큰우물에서 물을 마시다가 옷깃을 적시었으므로 금정이라 하였다고도 한다.

## 법정동
- 금정동(일부)
- 산본동(일부)

## 교육
- 금정초등학교

## 교통
- 수도권 전철 1호선 금정역 (금정동과 산본1동 사이에 있음.)
- 수도권 전철 4호선 금정역 (금정동과 산본1동 사이에 있음.)

## 주요 건물
- 산본로데오 공영주차장
- 군포시청
- NH농협은행 군포시출장소
- 군포경찰서

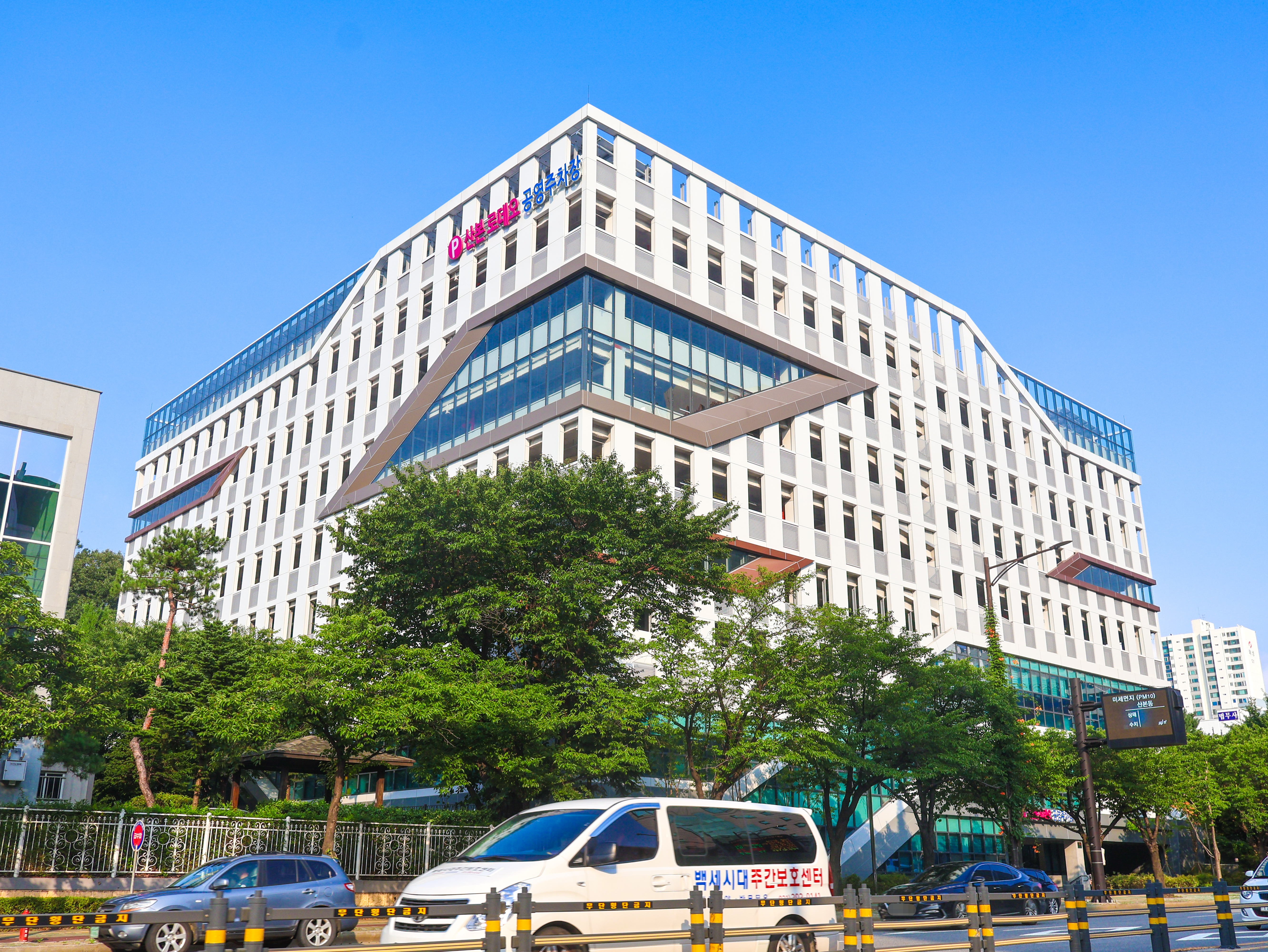
산본로데오 공영주차장

- 경기도 서민금융복지지원센터 서부권역군포센터
- 군포우체국 군포시출장소
- 군포시 장애인종합복지관
- 금정파출소
- 금정동우체국